# El metall impur
El metall impur és una novel·la de Julià de Jòdar i Muñoz publicada l'any 2006. Aquesta novel·la tanca la trilogia L'atzar i les ombres que va arrancar l'any 1997 amb L'àngel de la segona mort, que continuà amb El trànsit de les fades el 2001. Si la primera novel·la guanyà els premis Cavall Verd-Blai Bonet i el Ciutat de Barcelona i la segona novel·la el premi de la Crítica, el tancament de la trilogia s'endugué el premi Sant Jordi el 2005, i el premi Crítica Serra d'Or l'any de la publicació, el 2006. La novel·la va posar-se a la venta el mes de març de 2006.

## Argument
| «                             | ¿Què hi ha, en el manuscrit trobat als Encants, que interessi tant un home tranquil com el senyor Lotari? Potser el mateix que al lector que l'acompanyi en la seva aventura: la curiositat per saber la veritat dels fets. | » |
| — Sinopsi de El metall impur. | |   |

La trilogia L'atzar i les ombres, de la que forma part aquesta novel·la, té com a objectiu explicar, des d'òptiques diverses, la història poc coneguda del proletariat català des dels anys cinquanta fins a l'arribada de la transició. Els Encants són el punt de partida del llibre. A partir d'aquí, el senyor Lotari comença a llegir la història de Gabriel Caballero, en la seva entrada al món laboral i, com a conseqüència, al món dels adults. Un món contrastat pels constants records de la infància que van omplint la ment del protagonista.

## Edició
- Julià de Jòdar i Muñoz. El metall impur (Tapa dura sense s/cob (cartoné)). 1a.  Edicions Proa, 2006, p. 432. ISBN 9788484378587.[4][5]

## Premis
- 2005: premi Sant Jordi
- 2006: premi Crítica Serra d'Or